# Kult Comics
Kult Comics ist ein deutscher Comicverlag aus Leipzig.
Der Verlag wurde 2016 von Sebastian Röpke gegründet. Im Programm finden sich überwiegend Alben europäischer Künstler sowie Gesamtausgaben.

## Veröffentlichungen (Auswahl)
- Alix
- Jhen
- L. Frank
- Sven Janssen
- Tony Stark
- Tunga
- Die Panther
- Luzian Engelhardt
- Deae ex machina
- Strizz
- Aria
- January Jones
- Bud Broadway
- Der II. Weltkrieg in Bildern
- Die Denkmaschine
- Detektei Hardy
- Dampyr
- Der letzte Kobold
- Chronik der Barbaren
- Die Überlebenden des Atlantiks
- Vae victis!
- Der Vagabund der Unendlichkeit
- Max & Luzie
- Die Draufgänger